# Tweede inauguratie van James Madison

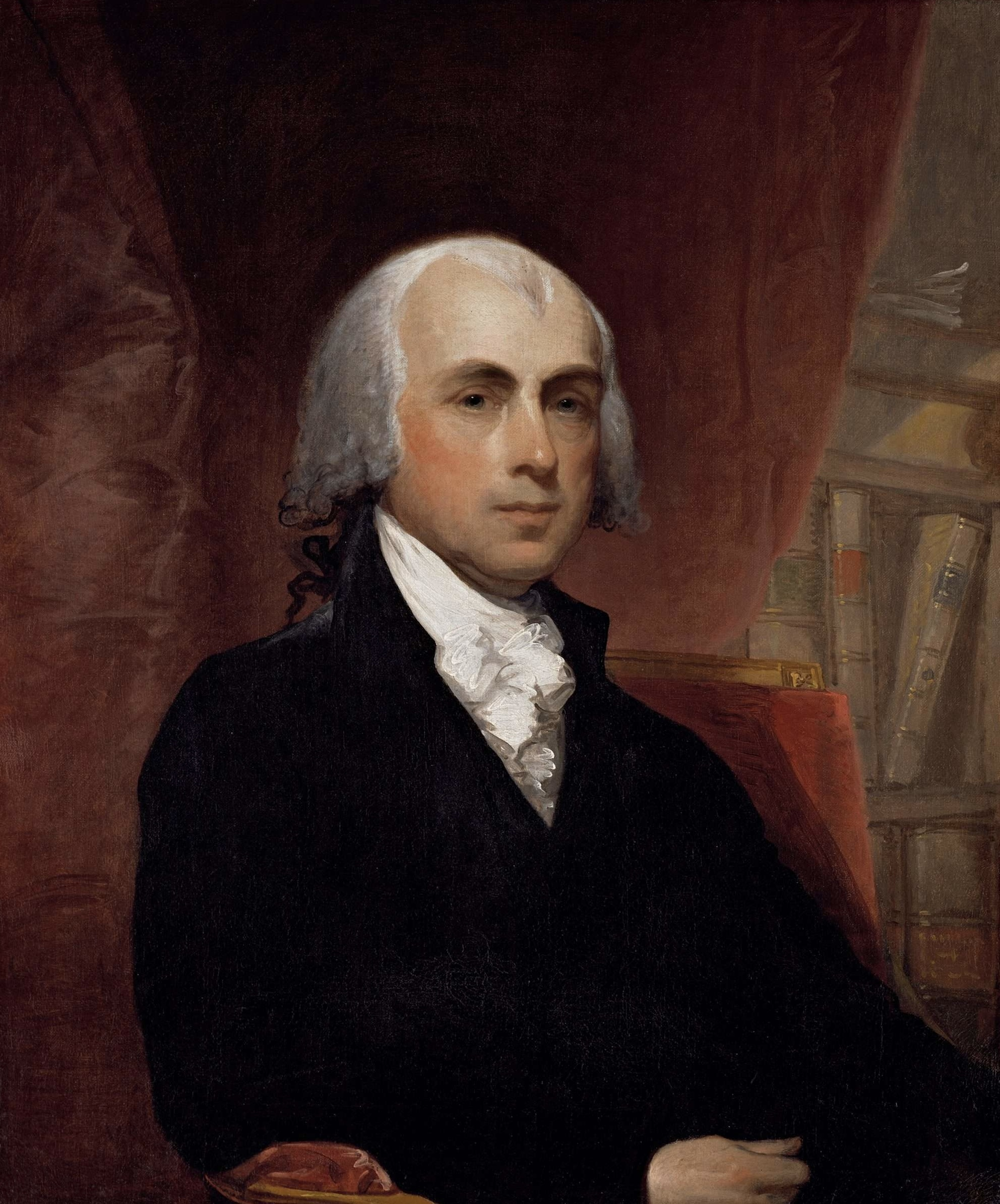
President James Madison.

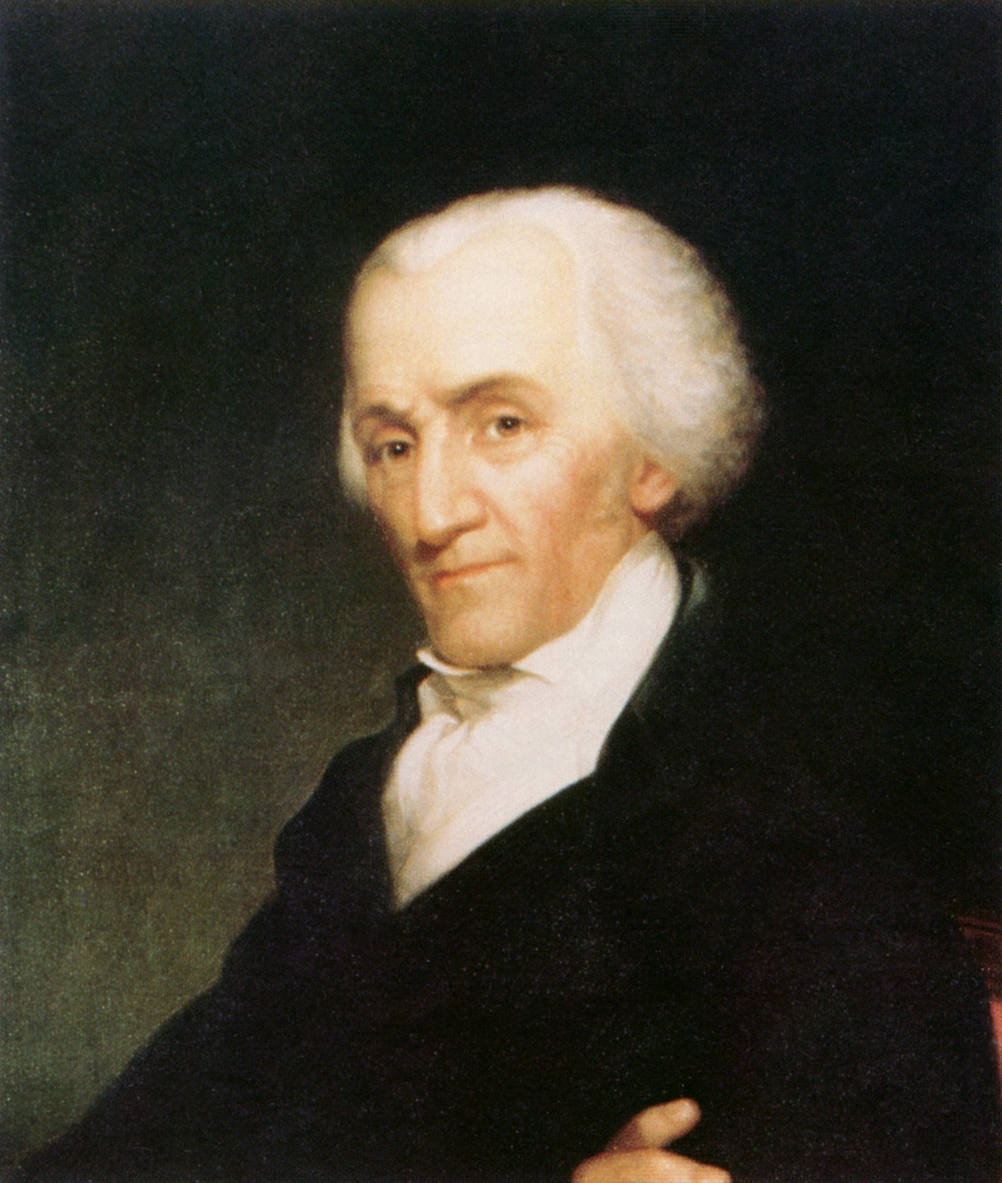
Vicepresident Elbridge Gerry.

De tweede inauguratie van James Madison als vierde president van de Verenigde Staten vond plaats in de Huiszaal van het Capitool in Washington D.C. op zaterdag 4 maart 1809. De inauguratie luidde het begin in van de tweede vierjarige ambtstermijn van James Madison als president en de vierjarige ambtstermijn van Elbridge Gerry als vicepresident van de Verenigde Staten. Madison werd ingezworen door John Marshall, opperrechter van de Verenigde Staten. Vicepresident Gerry stierf 1 jaar en 264 dagen later tijdens deze termijn, waardoor de functie van vicepresident voor de rest van de termijn vacant bleef.

## Achtergrond
De inauguratie van James Madison volgde op zijn overwinning in de Amerikaanse presidentsverkiezingen van 1812. Madison haalde het van DeWitt Clinton op een moment dat de Verenigde Staten in oorlog waren, in de Oorlog van 1812.

## Verloop van de inauguratie
Op 4 maart 1813 arriveerde Madison aan het Capitool onder begeleiding van mariniers en cavalerie. Opperrechter Marshall, een oude rivaal van Madison, zou de eed naar verluidt met tegenzin hebben afgenomen. In zijn inaugurele rede vatte Madison de Amerikaanse grieven tegen de Britten samen en probeerde hij de natie rond de oorlogsinspanning te verenigen. Na de inhuldiging organiseerden Madison en first lady Dolley Madison een inauguratiebal.